# Кашине (Бергамо)
Кашине (итал. Cascine) је насеље у Италији у округу Бергамо, региону Ломбардија.
Према процени из 2011. у насељу је живело 26 становника. Насеље се налази на надморској висини од 217 м.